# Port lotniczy Miami
Port lotniczy Miami (ang.: Miami International Airport, kod IATA: MIA, kod ICAO: KMIA) – międzynarodowe lotnisko położone 13 km na północny zachód od centrum Miami, w amerykańskim stanie Floryda. Port lotniczy Miami plasuje się na 3. miejscu pod względem ilości międzynarodowych połączeń wśród amerykańskich lotnisk, po porcie JFK w Nowym Jorku i porcie LAX w Los Angeles. W 2006 obsłużył 32 533 974 pasażerów. Obecnie przechodzi przebudowę terminalu pasażerskiego. Port posiada 4 drogi startowe, w tym 3 ułożone równolegle do siebie.
Port lotniczy Miami stanowi węzeł lotniczy dla linii pasażerskich American Airlines, American Eagle i Executive Air; linii towarowych Arrow Air, Fine Air, United Parcel Service, FedEx; i linii czarterowej Miami Air. Jest głównym lotniskiem międzynarodowego ruchu o dalekim zasięgu dla Florydy południowej, jednak większość krajowych i tanich przewoźników woli korzystać z dwu pobliskich lotnisk: portu lotniczego Fort Lauderdale/Hollywood i portu lotniczego Palm Beach, które wymagają znacznie mniejszych opłat lotniskowych od linii lotniczych.

## Komunikacja z lotniskiem
Komunikacja miejska, Miami-Dade Transit, obsługuje port lotniczy Miami autobusami Metro Bus na liniach (numer) 7, 37, 42, 57, 133, 236, 238, i J; bezpłatny przejazd jest również udostępniony pomiędzy terminalem a stacjami kolei dojazdowej Tri-Rail (Miami Airport Station) i Hialeah Market Station. Obie stacje są ulokowane blisko portu: czas przejazdu wynosi 5 minut samochodem.
Miami-Date Transit planuje dodatkową obsługę portu zautomatyzowanym wagonowym systemem transportowym typu people mover z przyszłego dworca komunikacyjnego Miami Intermodal Center, który udostępni kolej Metrorail i przyszły serwis BayLink autobusem szynowym do South Beach. (Skromniejszy przykład takiego people movera już działa w obrębie terminala pasażerskiego, łącząc wolno stojący segment Pirsu E z jego przyległą resztą.)
Typowy czas i koszt przejazdu do centrum miasta:
- Super Shuttle: koszt 9 USD, czas zależy od trasy przejazdu.
- Metro Bus: 1,50 USD (0,75 ulgowy), ok. 35-40 minut na trasie (numer) 7 (East) lub na trasie J.
- Taksówką: koszt 15,50 USD, ok. 20 minut.

## Terminale, linie lotnicze i kierunki lotów

Plan portu lotniczego Miami

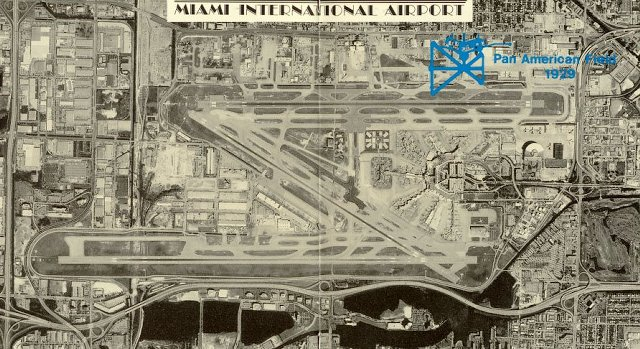
Historyczne zdjęcie satelitarne Miami International (m.in. brak obecnej drogi startowej na kierunku 8L/26R i nowego Pirsu J), z naniesionym rysunkiem pole wzlotów dawnego Lotniska 36th Street

Główny terminal portu Miami jest ułożony w kształcie półkola, zawierając 7 pirsów, od A do H (pirs B został rozebrany w 2005). Odprawa i odloty mają miejsce na piętrze. Hale przylotów i izba kontroli granicznej znajdują się na parterze. Każda bramka może opcjonalnie skierować przylatujących pasażerów do hali głównej (w przypadku ruchu krajowego) lub na dół do kontroli granicznej (w przypadku ruchu międzynarodowego). Pris E posiada dodatkowe piętro, gdzie ulokowano system transportowy typu people mover przewożący pasażerów do wolno stojącego terminalu satelitarnego na płycie lotniska.
Wpisany wewnątrz łuku terminala jest masywny kilkupiętrowy parking, połączony z terminalem przejściami nadziemnymi. Na jego dachu znajduje się heliport.
Obecnie terminal przechodzi gruntowną przebudowę. Pirsy A, B, C i D, gdzie ruch obsługuje linia American Airlines, znajdują się w trakcie wymiany na jeden scalony terminal. Część nowego terminala już istnieje jako przedłużenia pirsów A i D. Pirs B został zburzony aby zrobić miejsce na bramki nowego terminala, i niedługo to samo spotka pirs C. Nowy terminal będzie nazwany Terminalem Północnym (North Terminal). Jego konstrukcja miała być zakończona w 2005, jednak seryjne przekroczenia budżetu przez budowniczych spowodowały liczne opóźnienia. Aktualny termin oddania Terminala Północnego do użytku to lato 2011.
Pozostały Terminal Południowy (South Terminal), to jest, pirsy od E do H, już przeszedł modernizację i przebudowę. Dodatkowy pirs J jest w budowie. Pirs J zapewni obsługi 15 linii lotniczych sojuszów Star Alliance i SkyTeam: będzie budynkiem 7-kondygnacyjnym z 15 bramkami, o łącznej powierzchni 120 000 m², z wyosobnionymi biurami i salami gościnnymi. American Airlines planuje użytkowanie starej części Terminala Południowego przy przekroczeniach przepustowości Terminala Północnego.
Odprawa pasażerów przez Delta Air Lines w Pirsie J (jeszcze bez użytkowania jego bramek) ma rozpocząć się 29 sierpnia 2007. Bramki wejdą do eksploatacji we wrześniu.
Po otwarciu Pirsu J, Pirs A zostanie zamknięty w celu dokonania jego renowacji. Pirsy J i F przejmą ruch lotniczy pirsu A.
Obecny harmonogram przenosin linii lotniczych do nowych bramek Pirsu J to: LAN Argentina (4 września), LAN Chile (4 września), LAN Ecuador (4 września), LAN Peru (4 września), LACSA (7 września), TACA (7 września), US Airways (10 września), United/Ted (13 września), Avianca (17 września), Aerolineas Argentinas (27 września), Caribbean Airlines (1 października), El Al (4 października), LTU (9 października), Lufthansa (12 października), Swiss International (12 października) i Air Canada (22 października). Natomiast, harmonogram przenosin dotyczący linii lotniczych odprawiających swoich pasażerów w Pirsie J przy użytkowaniu bramek Pirsu H to: Delta/Comair (29 sierpnia), Air France (31 sierpnia), TAM (20 września), Alitalia (24 września), AeroMexico (15 października), COPA (18 października) i Continenal (25 października). British Airways przeniesie odprawy do Pirsu G, użytkując bramki Pirsu F podczas renowacji pirsu A.
Po zakończeniu renowacji Pirsu A, Alaska Airlines, British Airways, LAN Argentina, LAN Chile, LAN Ecuador i LAN Peru powrócą do niego, wraz z American Airlines, natomiast Avianca przeniesie się do Pirsu H. Aerolineas Argentinas, Caribbean Airlines, EL Al i LTU powrócą do Pirsu E, kiedy ich bramki zostaną zwolnione przez American Airlines. Zakładając brak dalszych opóźnień budowlanych, przenosiny linii lotniczych mają się odbyć pomiędzy 29 sierpnia i 29 października 2007.

### Pirs A (Concourse A)
Pirs A stanowi niedawny dodatek do portu, a w przyszłości będzie stanowić część Terminala Północnego linii American Airlines. Bramki Pirsu A obsługują wiele lotów American Airlines, zarówno krajowych, jak i międzynarodowych, lecz odprawa pasażerów na te loty ma miejsce w pobliskich Pirsach C i D. Zarówno American Airlines, jak i British Airways posiadają sale gościnne (lounge facilities) w pirsie A. 17 maja 2006, American Airlines udostępniły drugą salę Admirals Club w Pirsie A, ulokowaną na półpiętrze (ang.: mezzanine level).

#### Pirs A (Concourse A) – odprawa
Stanowiska znajdują się pomiędzy Pirsami A i C.
- British Airways
- LAN Airlines
- TAM
- TACA

#### Pirs A (Concourse A) – bramki
- American Airlines (Zobacz: Pirsy C i D)
- British Airways (Londyn-Heathrow)
- LAN Airlines (Bogota, Caracas, Guayaquil, Punta Cana, Santiago de Chile)
  - LAN Argentina (Buenos Aires-Ezeiza, Punta Cana)
  - LAN Ecuador (Guayaquil, Quito)
  - LAN Perú (Lima)
- TACA (miasto Gwatemala, Managua, Roatán, San Pedro Sula, San José (Kostaryka), San Salvador, Tegucigalpa)
  - LACSA (San José (Kostaryka))
- TAM (Belém, Fortaleza, Manaus, Salvador, São Paulo-Guarulhos)

### Pirs B (Concourse B)
Pirs B był pierwotnie w użytku przez American Airlines. Został zburzony w ramach budowy Terminalu Północnego. Na jego miejscu obecnie przeprowadzane są odprawy celne dla przylotów międzynarodowych z Pirsów A, C i D.

### Pirs C (Concourse C)
Pirs C zawiera 4 bramki dla małych i średnich odrzutowców typu Boeing 737 lub Boeing 757. American Airlines obsługuje nimi ruch krajowy i niektóre odloty do Ameryki Środkowej i na Wyspy Karaibskie. Odprawiany w Pirsie C jest ruch międzynarodowy linii American Airlines. Docelowo Pirs C zostanie zburzony, zwalniając miejsce na szereg bramek Terminalu Północnego.

#### Pirs C (Concourse C) – odprawa
Stanowiska znajdują się pomiędzy Pirsami C i D.
- American Airlines – odprawa na Wyspy Karaibskie i odprawa pasażerów podróżujących w pierwszej klasie (First Class)

#### Pirs C (Concourse C) – bramki
- American Airlines (Zobacz: Pirs D)

### Pirs D (Concourse D)
Mimo tego, że Pirs D stanowił jeden z pierwotnych pirsów terminalu portu Miami, obecny budynek pirsu jest nowym dodatkiem, który wejdzie w skład Terminalu Północnego. Linia American Airlines obsługuje nim krajowe i międzynarodowe loty; odprawiane są tu loty krajowe i loty na Wyspy Karaibskie. American Airlines utrzymuje salę gościnną Admirals Club w Pirsie D.

#### Pirs D (Concourse D) – odprawa
Stanowiska znajdują się pomiędzy Pirsami D i E.
- American Airlines – odprawa do Ameryki Południowej, Europy i ruchu krajowego; także odprawa samoobsługowa (Self Check-in)
- American Eagle
- Alaska Airlines
- Virgin Atlantic
- Cayman Airways
- Miami Air
- Sun Country
- linie czarterowe

#### Pirs D (Concourse D) – bramki
American Airlines używa bramki w Pirsach A, C, D i E. American Eagle używa jedynie bramkę D35.
- American Airlines (Aruba, Atlanta, Barbados, Baltimore/Waszyngton, Barranquilla, Belize City, Bermuda, Bogotá, Boston, Buenos Aires, Cali, Cancún, Caracas, Charlotte, Chicago-O’Hare, Cleveland, Dallas/Fort Worth, Denver, Detroit, Eagle/Vail [sezonowe], Grand Cayman, Gwatemala, Guayaquil, Hartford, Houston-Intercontinental George Bush, Kingston, La Paz (Boliwia), La Romana, Las Vegas, Liberia, Lima, Londyn-Heathrow, Los Angeles, Madryt, Managua, Maracaibo, Medellín-Córdova, Meksyk, Minneapolis/Saint Paul, Montego Bay, Montevideo, Montreal, Nashville, Nowy Orlean, Nowy Jork-JFK, Nowy Jork-LaGuardia, Newark, Orlando, Quito, Panama, Paryż-Charles de Gaulle, Filadelfia, Port-au-Prince, Port of Spain, Providenciales, Puerto Plata, Punta Cana, Raleigh/Durham, Rio De Janeiro-Galeão, San Salvador, Santa Cruz de la Sierra, São Paulo-Guarulhos, Santiago de Chila, St. Croix, St. Kitts, St. Louis, St. Lucia, St. Maarten, St. Thomas, San Francisco, San José (Kostaryka), San Juan, San Pedro Sula, Santiago (Dominikana), Santo Domingo, Tampa, Tegucigalpa, Toronto-Pearson, Waszyngton-Dulles, Waszyngton-Reagan, Willemstad)
  - American Eagle (Charlotte, Cincinnati/Northern Kentucky, Columbus, Dayton, Fayetteville (Arkansas), Greensboro, Indianapolis, Jacksonville, Louisville, Memphis, Nashville, Norfolk, Pittsburgh, Richmond)
  - American Eagle obsługiwane przez Executive Air (Cozumel, Fort Myers, Freeport, Jacksonville, Key West, Marsh Harbour, Nassau, Sarasota/Bradenton, Savannah)

### Pirs E (Concourse E)

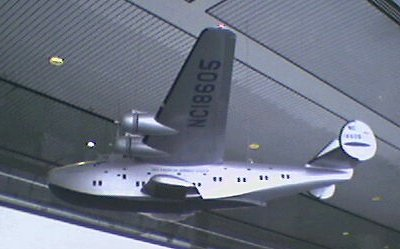
Model latającej łodzi linii Pan Am zawieszony w Pirsie E

Pirs E jest podzielony na dwa oddzielne budynki: przyległy do reszty pirsów, zwany „Niskim E” (low E) i oddzielny terminal satelitarny na płycie lotniska, zwany „Wysokim E” (high E), udostępniony zautomatyzowanym wagonowym systemem transportowym (ang.: people mover). Niski E jest użytkowany przez linię American Airlines. Wysoki E jest użytkowany przez różne inne. Sala Admirals Club poprzednio udostępniana przez American Airlines w przyległej części pirsu jest zamknięta. Pirs E zawiera odprawę celną dla przylotów międzynarodowych z Pirsów D, E i F.

#### Pirs E (Concourse E) – odprawa
Stanowiska znajdują się pomiędzy Pirsami E i F.
- LTU International
- Cayman Airways
- Air Jamaica
- Aerosur
- Aeroméxico
- Martinair
- Alitalia
- Mexicana
- Aeropostal
- Avior Airlines

#### Pirs E (Concourse E) – bramki
Większość linii czarterowych obsługuje swoje loty z Pirsu E

##### Niski E (Low E)
- Air Jamaica (Kingston, Montego Bay)
- American Airlines (Zobacz Pirs D)
- Alaska Airlines (Seattle/Tacoma)
- Cayman Airways (Cayman Brac, Grand Cayman)
- Sun Country Airlines (Minneapolis/Saint Paul) [sezonowe]
- Virgin Atlantic (Londyn-Heathrow)

##### Wysoki E (High E)
- Aerosur (Santa Cruz de la Sierra)
- Air France (Cayenne, Fort-de-France, Pointe-à-Pitre, Port-au-Prince)
- American Airlines (Zobacz: Pirs D)
- Avianca (Barranquilla, Bogotá, Cali, Cartagena, Medellín-Córdova, Pereira)
- Martinair (Amsterdam, San José (Kostaryka))

### Pirs F (Concourse F)

#### Pirs F (Concourse F) – odprawa
Stanowiska znajdują się pomiędzy Pirsami F i G
- Aerolíneas Argentinas
- Air Berlin
- Air France
- Avianca
- Caribbean Airlines
- Copa Airlines
- El Al Israel Airlines (Nowy Jork, Tel Awiw-Ben Gurion, Toronto)
- Iberia
- KLM
- Lufthansa
- Northwest Airlines
- Santa Barbara Airlines
- Swiss International Air Lines
- United Airlines

#### Pirs F (Concourse F) – bramki
Linia Continental Connection obsługuje loty wyłącznie bramką F1.
- Aerolíneas Argentinas (Buenos Aires-Ezeiza, São Paulo-Guarulhos [od 1 września 2007])
- Aeropostal (Caracas, Valencia (Wenezuela))
- Air Berlin (Berlin-Tegel)
- Air France (Paryż-Charles de Gaulle)
- ATA (czartery do Kuby)
- Avior Airlines (Barcelona (Wenezuela))
- Avianca (Zobacz: Pirs E)
- Caribbean Airlines (Port of Spain)
- Copa Airlines (Panama)
- Continental Airlines
  - Continental Connection obsługiwane przez Cape Air (Naples [seasonal])
  - Continental Connection obsługiwane przez Gulfstream International Airlines (Bimini, Freeport, Gainesville, Key West, Marsh Harbour, Nassau, North Eleuthera, Orlando, Tampa, Treasure Cay)
- El Al (Tel Awiw-Jaffa)
- Iberia (Madryt)
- KLM (Amsterdam)
- Lufthansa (Frankfurt, Monachium [sezonowe])
- Santa Barbara Airlines (Caracas)
- Sky King (Cuban Charters)
- Swiss International Air Lines (Zurych)
- United Airlines
  - United Express obsługiwane przez Shuttle America (Chicago-O’Hare, Waszyngton-Dulles)
  - Ted obsługiwane przez United Airlines (Denver)

### Pirs G (Concourse G)

#### Pirs G (Concourse G) – odprawa
Stanowiska znajdują się pomiędzy Pirsami G i H
- Sky King
- ATA
- Air Canada
- AirTran Airways

#### Pirs G (Concourse G) – bramki
- Air Canada (Montréal, Toronto-Pearson)
- AirTran Airways (Atlanta, Baltimore/Waszyngton [sezonowe; ponownie od listopada 15 2007], Chicago-Midway, Indianapolis [sezonowe], Kansas City [od 7 listopada 2007])
- Continental Airlines (Cleveland, Houston-Intercontinental George Bush, Newark)
  - Continental Express obsługiwane przez ExpressJet Airlines (Cleveland)
- Northwest Airlines (Detroit, Minneapolis/Saint Paul)

### Pirs H (Concourse H)

#### Pirs H (Concourse H) – odprawa
Stanowiska znajdują się pomiędzy Pirsami G i H.
- Bahamasair
- Continental Airlines
- US Airways
- Delta Air Lines

#### Pirs H (Concourse H) – bramki
- Bahamasair (Freeport, Nassau)
- Delta Air Lines (Atlanta, Cincinnati/Northern Kentucky, Nowy Jork-JFK, Nowy Jork-LaGuardia)
  - Delta Connection obsługiwane przez Chautauqua Airlines (Orlando)
  - Delta Connection obsługiwane przez Comair (Cincinnati/Northern Kentucky)
  - Delta Connection obsługiwane przez Freedom Airlines (Orlando, Tallahassee)
- US Airways (Charlotte, Las Vegas [sezonowe; ponownie od 5 listopada 2007], Filadelfia, Phoenix [sezonowe; ponownie od 22 października 2007], Pittsburgh [sezonowe; ponownie od 5 listopada 2007])

### Pirs J (Concourse J)
Pirs J jest najnowszym pirsem. Ma zostać oddany do użytku w sierpniu 2007. Jego architektem jest Carlos Zapata z Nowego Jorku. Pirs jest przeznaczony dla linii lotniczych zrzeszonych w sojuszach Star Alliance i SkyTeam. Razem z Pirsami G i H będzie stanowił Terminal Południowy (South Terminal). Jako jedyny pirs portu lotniczego Miami, Pirs J będzie mógł obsłużyć samoloty typu Airbus A380, i wprowadzi trzecie stanowisko odpraw celnych i kontroli granicznej dla przylotów w porcie Miami, wspierając obecnie przeciążone w następstwie zaostrzeń wizowych USA stanowiska w Pirsach B i E.
Docelowo po zakończeniu przebudowy obecnego terminalu na Terminale Północny i Południowy, wszystkie linie lotnicze niezrzeszone w sojuszach Star Alliance, SkyTeam (Terminal Południowy) lub Oneworld (Terminal Północny) będą użytkowały tylko pozostałe Pirsy E i F. To przemieszczenie już się zaczęło, jako że linie lotnicze z Pirsu A niezrzeszone w Oneworld obecnie już działają w Pirsach E i F.

### Czarterowe linie lotnicze
- ABC Airlines
- AirTransat
- Allegro Airlines
- Aserca Airlines
- C & T Airlines
- Champion Air
- European Air
- Falcon Air Express
- Gulfstream International Airlines (Czartery do Kuby m.in. Hawana, Cayo Coco, Santiago de Cuba, Guantánamo)
- Miami Air International
- MyTravel Airways
- North American Airlines
- Planet Airways
- Ryan International Airlines
- Skyservice (Toronto-Pearson)
- Sun Country
- Wilson International Airlines
- World Airways

Większość linii czarterowych obsługuje loty z Pirsu E, użytkując bramki w wolno stojącym terminalu Wysokim E (High E).

### Przewozy towarowe (cargo)
Port lotniczy Miami jest jednym z największych portów towarowych Stanów Zjednoczonych, stanowiąc przy tym główne łącze pomiędzy Ameryką Łacińską a resztą świata. W 2000 linie LAN Cargo uruchomiły tu dużą bazę, obecnie drugą co do wielkości w porcie po bazie United Parcel Service. Większość linii lotniczych ruchu pasażerskiego takich jak American Airlines jednocześnie przewozi towary, jednak większość tonażu portu Miami jest przewożona lotami linii towarowych. Firmy przesyłkowe UPS, FedEx i DHL wykonują większą część swoich przewozów do i z Ameryki Łacińskiej tranzytem przez MIA.

### Towarowe linie lotnicze (cargo)
- ABSA
- ABX
- Aerounion
- Air Jamaica Cargo (Kingston, Montego Bay)
- Air Tahoma
- Alitalia Cargo
- Amerijet International (San Juan (Portoryko), Santiago (Dominikana), Santo Domingo, Port-au-Prince, Saint Martin, Port of Spain, San Salvador, Antigua, Saint Kitts, Bridgetown)
- Arrow Air/ Arrow cargo
- Astar Air Cargo
- Atlas Air
- Avialeasing
- Capital Cargo
- Cargolux
- Centurion Air Cargo
- China Airlines Cargo
- Cielos del Peru
- Copa Airlines
- DHL
- Estafeta Cargo
- Falcon Express Cargo
- FedEx
- Fine Air
- Florida West Cargo
- Gemini Air Cargo
- IBC Airways
- Kitty Hawk Cargo
- Korean Air Cargo (Anchorage, Dallas/Fort Worth, Seul-Incheon)
- Lan Cargo
- Masair
- Martinair
- Mountain Air Cargo
- Polar Air Cargo
- South Winds Cargo
- TAMPA Cargo
- Tradewinds Airlines
- UPS